# Alfred Ittner
Alfred Ittner, född 13 januari 1907 i Kulmbach, död 3 november 1976 i Kulmbach, var en tysk SS-Oberscharführer, delaktig i Aktion T4 och Operation Reinhard. Han åtalades 1965 vid Sobibórrättegången och dömdes till fyra års fängelse för medansvar för mord i omkring 68 000 fall.